# Бова (Ређо ди Калабрија)
Бова (итал. Bova) је насеље у Италији у округу Ређо ди Калабрија, региону Калабрија.
Према процени из 2011. у насељу је живело 238 становника. Насеље се налази на надморској висини од 843 м.

## Становништво
| 1931. | 1936. | 1951. | 1961. | 1971. | 1981. | 1991. | 2001. | 2011. |
| ----- | ----- | ----- | ----- | ----- | ----- | ----- | ----- | ----- |
| 2.375 | 2.512 | 2.155 | 1.893 | 1.401 | 1.175 | 602   | 474   | 461   |